# داد (مجارستان)
داد (به مجاری:  Dad) یک منطقهٔ مسکونی در مجارستان است که در ناحیه اوروسلانی واقع شده‌است. داد ۲۳٫۷۵ کیلومتر مربع مساحت و ۱٬۰۰۸ نفر جمعیت دارد.